# ハイダ語
ハイダ語（ハイダご、Haida）は、カナダ・ブリティッシュコロンビア州・ハイダ・グワイとアメリカ合衆国・アラスカ州・プリンスオブウェールズ島に住む、ハイダ族の固有言語。母語話者は3集落に住む数十人に減少しており消滅が危惧されるが、若い世代への教育の試みもされている。

## 系統
文法的に似ていることから、エドワード・サピアはハイダ語をナ・デネ語族に含めた。しかしその後の研究により孤立言語とするのが定説となっている。2008年に、ナ・デネ語族とシベリアのケット語（エニセイ語族）を同系とする研究が発表され有力視されているが、この研究でもハイダ語を同系とする証拠は見出されていない。

## 方言
ハイダ語は大きく南・北の両方言に分けられる。北部方言はさらにアラスカ方言とマセット(Masset)方言に分けられる。南部方言にはスキドゲート(Skidegate)方言および既に消滅したニンスティンツ(Ninstints)方言に分けられる。

## 音韻
母音は、方言により違うが長短の区別を含めて7ないし10種類ある。子音は帯気音、放出音、声門化音などを含み30種類以上ある。音節構造は、単母音の前後に単数または複数の子音がつく構造を基本とする。声調または高低アクセントがあり、語の弁別にはあまり重要でないが語形変化に影響する場合がある。

## 文法
文の構造は語順、代名詞の格表示、後置詞などで成り立ち、動詞は必ず文末に来る。語順はSOV型が一般的だが、主語Sが目的語Oよりも「上位」（例えば動物に対して人間、無生物に対して動物、さらに社会的地位など）であればOSV型でも表現できる（逆行形を参照）。
名詞の数・格による変化や動詞の人称・数による一致はないが、動詞に主語・目的語を表す接語形代名詞、また動詞の種類によっては目的語などの数量・類別を表す接頭辞がつく場合がある。動詞にはさらに多数の接辞または接語（多くは動詞の後）がついて文法的機能や派生（手段を表す接頭辞、方向・場所を表す接尾辞など）を表す。
動詞には現在・過去・推量の3つの基本活用形があり、これに上記のような接辞・接語がつく。過去でも直接的経験によらない場合は推量形を用い、未来時制は現在形に接尾辞をつけて表す。形容詞は動詞と区別がなく、また「男である」など人間の種類や、「～個ある」などの数量表現にも動詞が用いられる。代名詞には主(動作主)格と目的(被動者)格の区別があり、一人称と二人称には単数と複数があり、それぞれ独立形と動詞などに接尾する接語形がある。ハイダ語は活格言語と考えられ、自動詞では種類により主語が他動詞の目的語と同じ格（被動者）を取る場合も多い。接語形代名詞は名詞の所有などの表現にも用いられる。類別接頭辞は数百種類に上り、名詞、数量詞や一部の動詞に接続する。
他に定冠詞・部分冠詞に相当する接尾辞がある。助詞に相当する接語として、後置詞（格助詞に相当）のほかに、副助詞に相当するものがあり、話題標識も含む。